# Cubaniet
Cubaniet is een vrij zeldzaam koper- en ijzerhoudend sulfidemineraal met de chemische formule CuFe2S3. Cubaniet kristalliseert in het orthorombisch kristalstelsel en vormt langgerekte, dikke kristallen. De kristallen hebben een gele kleur van messing tot brons.

## Geschiedenis
Cubaniet is voor het eerst beschreven door August Breithaupt in 1843. Hij noemde het cuban, naar de herkomst, het eiland Cuba.

## Vorming
Cubaniet ontstaat onder hydrothermale omstandigheden bij hoge temperatuur. Het  wordt gevormd door ontmenging van chalcopyriet, waarmee het vaak sterk is vergroeid. Het is ook geassocieerd met pyriet, pyrrhotiet, pentlandiet en sfaleriet.
Boven 210 °C verandert de kristalstructuur van cubaniet in een kubische vorm, die men isocubaniet noemt, en die ook in de natuur voorkomt. Isocubaniet werd voor het eerst ontdekt in 1988 op de bodem van de Grote Oceaan bij de Juan de Fucarug. Dit mineraal wordt met name nabij black smokers aangetroffen.

## Voorkomen

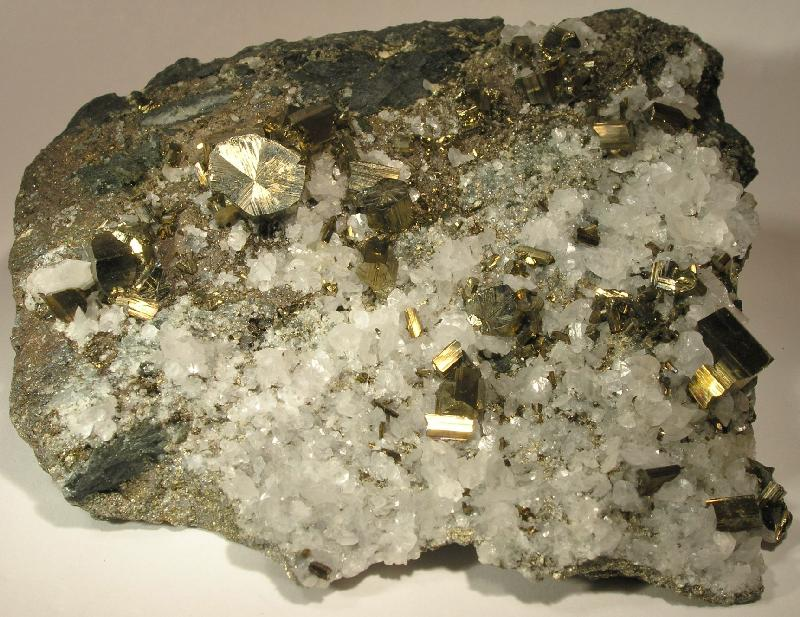
Cubanietkristallen in een calcietmatrix, afkomstig uit Chibougamau (Quebec)

Het mineraal is wereldwijd op meer dan 400 plaatsen aangetroffen. De typelocatie is Barracanao (Cuba). Belangrijke vindplaatsen zijn de mijnen bij Chibougamau (provincie Quebec) en Truax Creek (in het zuidwesten van de provincie Brits Columbia) in Canada.
Men heeft ook cubaniet van buitenaardse oorsprong ontdekt. Het mineraal is aangetroffen in koolstofhoudende chondrieten van de CI-groep. Het werd ook ontdekt in het materiaal dat het Stardust-ruimtevaartuig verzamelde bij de komeet Wild 2. In maangesteente zijn ook sporen van cubaniet aangetroffen.